# Manuel Martiniano do Prado
Manuel Martiniano do Prado foi um político brasileiro. Foi nomeado interventor federal no então território do Acre em fevereiro de 1935, ocupando o cargo de 14 de abril de 1935 a 15 de março de 1937.